# Margherita di Savoia
Margherita di Savoia, até 1879 chamada Saline di Barletta, é uma comuna italiana da região da Apúlia, província de Barletta-Andria-Trani, com 35,7 km² de área. Em 2011 tinha 12 473 habitantes densidade: 349,4 hab./km². Faz fronteira com Barletta (BA), Trinitapoli, Zapponeta.
O nome da comuna é uma homenagem a Margarida de Saboia, rainha de Itália.

## Demografia
| Variação demográfica do município entre 1861 e 2011 |
|                                                     |
| Fonte: Istituto Nazionale di Statistica (ISTAT)     |